# Асіда (річка)
Річка Асіда (яп. 芦田川, асідаґава) — річка у східній частині префектури Хіросіма, Японія. Символ колишньої провінції Бінґо.

## Характеристика
Довжина річки Асіда становить 86 км. Її витік розміщується на плато Сера у місті Міхара. Загальна площа басейну Асіда становить 870 км².
Річка Асіда протікає через міста Міхара, Сера, Футю і Фукуяма. Вона впадає у затоку Хіуті, так звану «затоку Бінґо», що у Внутрішньому японському морі.
Починаючи з 1960-х років річка Асіда потерпала від забруднення води, особливо у нижній течії, що було спричинено розростанням міста Фукуяма і відсутністю каналізації. Проблема забруднення залишається невирішеною.